# Fasci di Combattimento

Fasces

In 1919 verenigde Mussolini verscheidene groepjes gefrustreerde oorlogsveteranen, die als knokploegen her en der amok maakten. Dit waren de Zwarthemden, de Fasci di Combattimento. Dit gebeuren staat bekend als het startpunt van het fascisme in Italië, en logischerwijs in heel Europa. Het woord "fasci" is afgeleid van het Italiaanse fascio dat 'bundel' betekent, in de zin van een politieke groepering. Ook is er verwantschap met de Latijnse term fasces, het Romeinse symbool van autoriteit (een bundel staven met een bijlkop).
Hun programma richtte zich eerst en vooral tegen de bestaande regering. Binnen hun land leken ze enkel socialistische maatregelen te willen invoeren, maar omwille van hun interventionistisch standpunt – ze wilden tijdens de Eerste Wereldoorlog zij aan zij vechten met de geallieerden, in tegenstelling tot de rest van de Italiaanse socialisten die weigerden mee te vechten in de oorlog – onderscheidden ze zich van het internationale communisme. Ze vochten tegen iedereen die de standpunten van de Sovjetleider Lenin of de Amerikaanse president Wilson  verdedigde. Toen Gabriele D'Annunzio’s actie in Fiume bekendraakte, vereerden de Italianen de Zwarthemden als nationale helden, en nam hun achterban enorm toe. De Fasci di Combattimento  breidden uit, maar gaandeweg veranderde ook het publiek dat de fascisten ondersteunde van aard. 
Monarchistische midden- en bovenklassers zagen in Mussolini en zijn Zwarthemden een goed middel om de communistische dreiging tegen te gaan. Het fascisme stond voor de landeigenaars en de industriëlen garant voor veiligheid en herstel van de orde. Wanneer de Fasci de socialisten terroriseerden – aanvankelijk ongeorganiseerd en in het wilde weg, later staken ze systematisch socialistische vestigingen in brand of ‘purgeerden’ ze hun tegenstanders met wonderolie – liet de staat dit dan ook stilletjes toe. Maar de fascisten waren geen verdedigers van de staat, integendeel. Ze verdedigden enkel hun eigen ambities met betrekking tot Italië. Opportunistisch als ze waren, accepteerden ze de hulp die ze kregen van de staat, maar ze zouden zich hier even later ten volle tegen keren.